# Jakub Yunis
Jakub Yunis [junys] (* 25. března 1996) je český fotbalový útočník s iráckými kořeny a bývalý mládežnický reprezentant České republiky, 
Většinu své hráčské kariéry strávil v SK Sigma Olomouc. Dále působil v polských GKS Katowice, slezském SFC Opava a iráckém Erbil SC. 
Yunis debutoval v české nejvyšší soutěži poprvé 18. února 2018 v sezóně 2017/18, v zápase proti Viktorii Plzeň (0:0).

## Hráčská kariéra
S fotbalem začínal v Brně, kde hrál za SK Líšeň. Od roku 2005 hostoval v 1. FC Brno (dobový název Zbrojovky) a v žákovském věku do tohoto klubu přestoupil. Ze Zbrojovky Brno se v roce 2012 přesunul do Sigmy Olomouc, kde vyhrál v sezoně 2016/17 titul Chance Národní Ligy. Na podzim 2017 hostoval v polském klubu GKS Katowice. Po desetiletém působení v SK Sigma Olomouc, kde v součtu odkopal 128 zápasů, přestoupil v roce 2022 do slezského SFC Opava. V létě 2023 přestoupil do iráckého Erbil SC.

### Reprezentace
V letech 2012–2016 byl členem mládežnických reprezentací České republiky. Nastupoval za reprezentační výběry do 16 let (v roce 2012, 10 startů/2 branky), do 17 let (2012, 1/0), do 18 let (2014, 2/0), do 19 let (2014–2015, 11/1) a do 20 let (2015–2016, 7/2).
Má irácké kořeny po svém otci, který se narodil v Mosulu. Byl kontaktován zástupci irácké fotbalové reprezentace a zvažuje přijetí iráckého občanství.

### Evropské poháry
Za Sigmu Olomouc nastoupil v obou utkáních 3. kola kvalifikace Evropské ligy UEFA 2018/19 proti kazašskému klubu FK Kajrat Almaty.

### Ligová bilance
| Ročník                  | Zápasy | Góly | Minuty | Klub                 |
| ----------------------- | ------ | ---- | ------ | -------------------- |
| MSFL 2014/15            | 5      | 1    | 268    | SK Sigma Olomouc „B“ |
| MSFL 2015/16            | 9      | 3    | 809    | FK Mohelnice         |
| II. liga 2015/16        | 8      | 1    | 555    | SK Sigma Olomouc „B“ |
| II. liga 2016/17        | 20     | 2    | 474    | SK Sigma Olomouc     |
| MSFL 2016/17            | 14     | 7    | 1 153  | SK Sigma Olomouc „B“ |
| II. liga 2017/18        | 6      | 1    | 375    | GKS Katowice         |
| I. liga 2017/18         | 7      | 0    | 54     | SK Sigma Olomouc     |
| I. liga 2018/19         | 27     | 3    | 1 032  | SK Sigma Olomouc     |
| I. liga 2019/20         | 20     | 0    | 995    | SK Sigma Olomouc     |
| 1.liga 2020/21          | 13     | 2    | 615    | SK Sigma Olomouc     |
| Národní liga 2022/23    | 16     | 1    | 605    | SFC Opava            |
| CELKEM 1.LIGA           | 67     | 5    | 2470   |                      |
| CELKEM II. LIGA         | 45     | 4    | 2000   |                      |
| CELKEM III. LIGA – MSFL | 33     | 13   | 2 750  |                      |